# Финан Кинниттийский
Финан Кулак (VI век) — настоятель из Киннитти. День памяти — 7 апреля.
Святой Финан (Finan Cam), или Финниан (Finnian) родился в Манстере. Он был учеником святого Брендана (память 16 мая), по воле которого он создал монастырь и возглавил монастырь в Киннитти (Kinnitty, Cean-e-thich) в Оффали, покровителем которого его считают.
Известен крест святого Финана.